# Алабугина, Анна Алексеевна
Анна Алексеевна Алабугина (8 февраля 1908 года, деревня Балта, Томская губерния, Российская империя — 29 октября 1972 года, Новосибирск, РСФСР, СССР) — колхозница, Герой Социалистического Труда (1949). Депутат Верховного Совета РСФСР.

## Биография
Родилась 8 февраля 1908 года в крестьянской семье в деревне Толма Томской губернии. Закончив два класса начальной школы, работала с 1924 года по 1926 год домработницей в Новониколаевске. В 1926 году возвратилась в родную деревню, где помогала своим родителям в их единоличном хозяйстве. В 1930 году вступила в колхоз «Союз строителей». В 1935 году была назначена звеньевой льноводческого звена.
В 1948 году льноводческое звено под руководством Анны Алабугиной собрало 6,5 центнеров волокно льна и 6,74 центнеров семян льна с участка площадью 7 гектаров. За этот доблестный труд она была удостоена в 1949 году звания Героя Социалистического Труда.
В 1951 году была избрана депутатом Верховного Совета РСФСР.
После развода переехала в посёлок Стационно-Ояшинский, где продолжила свою трудовую деятельность. В начале 70-х годов XX столетия серьёзно заболела. Скончалась 29 октября 1972 года и была похоронена на Заельцевском кладбище в Новосибирске.

## Награды
- Герой Социалистического Труда — указом Президиума Верховного Совета СССР от 20 марта 1949 года;.
- Орден Ленина (1949);